# 니제르의 국장
니제르의 국장은 1959년에 제정되었다.

니제르의 국장

국장 가운데에 그려져 있는 방패 가운데에는 태양이 그려져 있으며, 방패 아래에는 혹소의 머리가 그려져 있다.
방패 왼쪽에는 엇갈린 채로 놓여 있는 두 개의 투아레그족의 칼 위에 수직으로 올려져 있는 창이 그려져 있으며, 방패 오른쪽에는 진주조 이삭 세 개가 그려져 있다.
방패 뒤쪽에는 엇갈린 채로 게양되어 있는 네 개의 니제르의 국기가 그려져 있으며, 국장 아래쪽에 그려져 있는 리본에는 니제르의 공식 명칭인 "니제르 공화국" ("République du Niger")이라는 문구가 프랑스어로 쓰여 있다.